# Retorsion
Retorsion (aus dem lat. PPP retortum des Verbs retorquere ‚zurückdrehen‘, also wörtlich „zurückgedreht“) bezeichnet in der Philosophie eine Argumentationsfigur, die verschiedene Aussagen einer Argumentation gegen ihre expliziten Schlussfolgerungen wendet. 
Der Begriff entlehnt sich dem völkerrechtlichen Prinzip der Retorsion, nach dem bestimmte Maßnahmen gegen einen Staat von diesem durch vergleichbare Maßnahmen beantwortet werden können; beispielsweise wenn auf die Ausweisung von Botschaftspersonal mit einer gleichartigen Maßnahme reagiert wird. Im Strafrecht gibt es eine veraltete Rechtsfigur namens Retorsion, nach der Beleidigungen unmittelbar erwidert werden durften.

## Erläuterung
In einem Retorsionsargument werden Sprechakte, Behauptungen oder Argumentationen eines Sprechers verwendet, um Festlegungen, die der Sprecher explizit treffen wollte, zu widerlegen. Das Retorsionsargument dient nicht dazu, bestimmte Aussagen direkt zu begründen, sondern dazu, bestimmte Aussagen zu widerlegen oder doch ihre Gründe zu entkräften. Im einfachsten Fall wird daher die angeführte Begründung einer Behauptung zum Beweis der negierten Behauptung verwendet. Beispielsweise könnte argumentiert werden, dass ein Kind weniger streng beurteilt werden sollte, da es noch ein Kind ist. Das Argument kann dann wie folgt umgedreht werden: Weil es um ein Kind geht, sollte man strenger sein, damit es die moralischen Regeln lernt, und es auch dann tadeln, wenn es Dinge tut, die bei Erwachsenen schlecht, aber lässlich sind.

## Performative Retorsion
In einem bestimmten Fall geschieht diese Umkehr der Stoßrichtung durch Ausnutzung eines Widerspruchs zwischen Aussageinhalt und Implikaten des Aussagevollzugs. Dabei handelt es sich um eine besondere Form des Widerspruchs, einen sogenannten  performativen Widerspruch. Das Retorsionsargument geht in diesem Fall von einer „doppelten Mitteilungsfunktion der Sprache“ aus: Jede Aussage teilt nicht nur eine Sachaussage (einen sogenannten propositionalen Gehalt) mit, sondern auch Implikate, die das Äußern der Aussage als Sprechakt mit sich bringt. Werden diese Implikate expliziert (zu Sprache gebracht), kann möglicherweise zwischen propositionalem und performativem Gehalt ein Widerspruch festgestellt werden.
Ein klassisches Beispiel für die performative Retorsion betrifft die global-skeptische These „Es gibt keine wahren Aussagen“. Diese Aussage kann retorsiv widerlegt werden, indem darauf verwiesen wird, dass mit der Äußerung dieser Aussage selbst ein Anspruch auf Wahrheit verbunden ist.
Das Retorsionsargument beweist in vorstehendem Beispiel nicht, dass es Wahrheit gibt, aber dass nicht sinnvollerweise geleugnet werden kann, dass es Wahrheit gibt. Dieser Sonderfall des Retorsionsarguments wird deshalb auch unter die transzendentalen Argumente gezählt: Es beruht im erwähnten Fall auf im Vollzug implizierten allgemeinen Bedingungen der Möglichkeit von wahrheitsfähigen Aussagen. In modifizierter Form finden Retorsionsargumente etwa in der Transzendentalpragmatik von Karl-Otto Apel und Jürgen Habermas Anwendung.
Eine derartige Argumentation findet sich der Struktur nach, aber auch unter explizitem Bezug auf Wahrheit, bereits bei Aristoteles und danach vielfach in der erkenntnistheoretischen Tradition. Explizit diskutiert und dann auch als solches bezeichnet wird das Retorsionsargument v. a. im Neuthomismus, z. B. bei Joseph Maréchal, Hansjürgen Verweyen oder Béla Weissmahr.